# Leukose
 Denne artikel bør gennemlæses af en person med fagkendskab for at sikre den faglige korrekthed.
    Leukose er flere forskellige sygdomme

Leukose er en leukæmi-lignende malign virussygdom, der findes hos dyr, især fjerkræ og kvæg.
| Biologi | Spire Denne artikel om biologi er en spire som bør udbygges. Du er velkommen til at hjælpe Wikipedia ved at udvide den. |